# Luz Casal
Luz Casal, nom artístic de María Luz Casal Paz, (Boimorto, 11 de novembre de 1958) és una cantant de pop-rock, balades i boleros gallega.
Va créixer a Astúries, on es va traslladar amb la seva família quan tenia sis mesos. Allà va estudiar piano, solfeig i cant, i a Gijón hi va fer la seva primera actuació. El 1977 va anar a Madrid per continuar-hi la seva carrera musical, on grava una maqueta, "La guapa", i recorre diverses companyies discogràfiques fins que una productora independent li fa una prova per a cantar cors i aconsegueix així entrar en el món de la música professional. Va tenir grans èxits durant la dècada del 1980, amb cançons com Rufino de Carmen Santonja, Un nuevo día brillará, versió de Duel au Soleil de l'Étienne Daho o la banda sonora de la pel·lícula Tacones lejanos, de Pedro Almodóvar. Ha cantat cançons del Carlos Goñi (Besaré el suelo) o de la Rosalía de Castro (Negra sombra).
L'any 2007 va ser operada d'un càncer de mama, fet que va comunicar a la seva pàgina web informant que havia superat la malaltia, i que va ser l'origen del disc Vida tóxica.

## Discografia principal
- Luz (1982)
- Los ojos del gato (1984)
- Luz III (1985)
- Quiéreme aunque te duela (1987)
- Luz V (1989)
- A contraluz (1991)
- Como la flor prometida (1995)
- Un mar de confianza (1999)
- Con otra mirada (2002)
- Sencilla alegría (2004)
- Vida tóxica (2007)
- La pasión (2009)
- Almas gemelas (2013)[1]
- Que corra el aire (2019)

## Guardons
Ha aconseguit diversos premis, entre els quals hi ha:
- Premi Ondas pel tema Mi confianza (1999)
- Goya a la millor cançó original per Tu bosque animado (2001)
- Medalla de l'Orde de les Arts i les Lletres de França (2009)
- Medalla Castelao (2010)
- Premi Rolling Stone a 'Una vida de rock' (2011)
- Premi de la Cultura de la Comunitat de Madrid en la categoria de música (2011)
- Latin Grammy Awards honorífic a tota la seva carrera (2012)
- Premio Nacional de las Músicas Actuales (2013)
- Premi Ondas de música a la trajectòria (2022)[2]